# Kim Bodnia

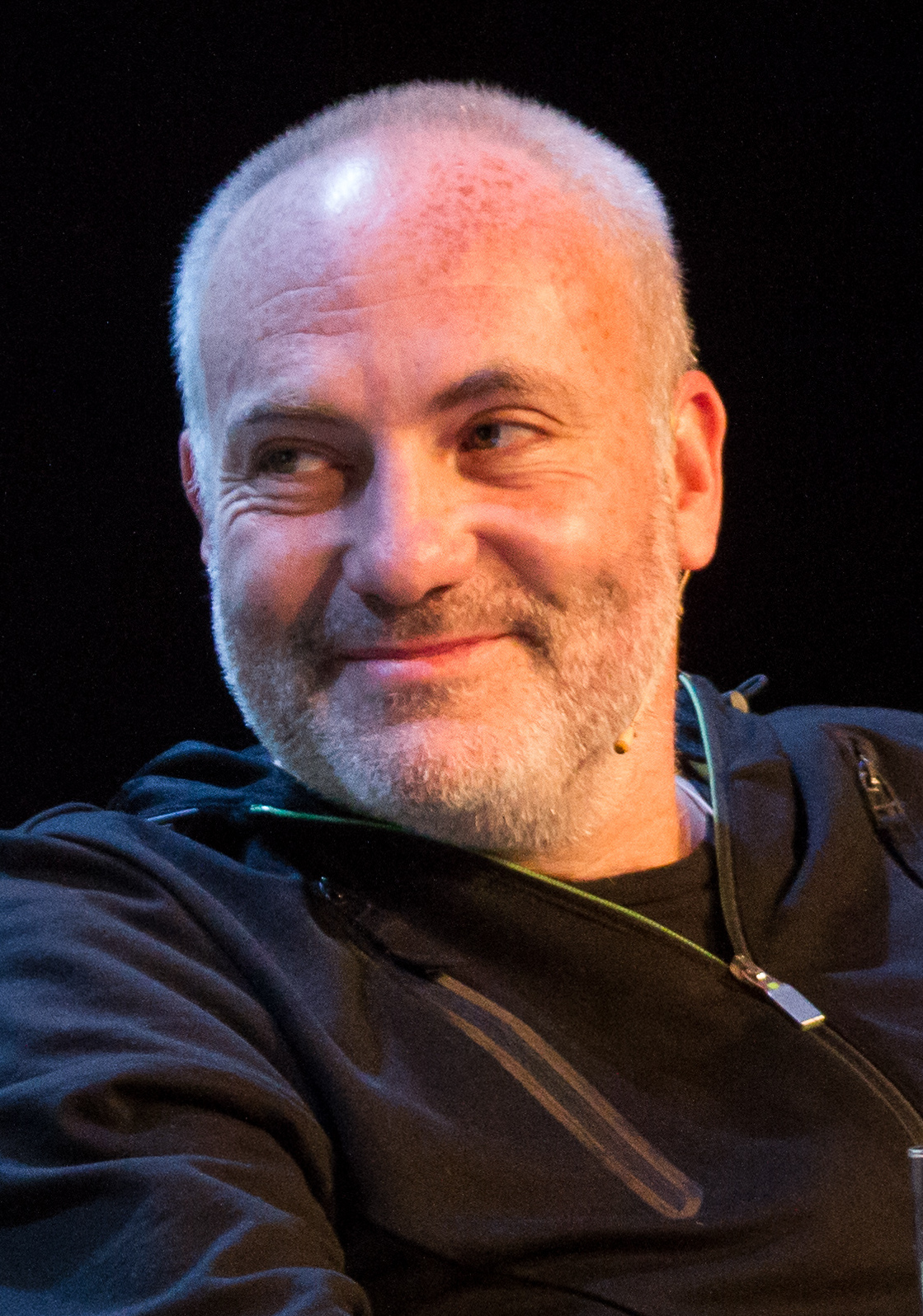
Kim Bodnia, 2012

Kim Bodnia (* 12. April 1965 in Kopenhagen) ist ein dänischer Film- und Theaterschauspieler.

## Leben
Bodnia stammt aus einer jüdischen Familie mit polnischen und russischen Wurzeln. In einem Interview beschrieb er sich 2014 als „halb polnisch, halb russisch und ganz jüdisch“
Sein Kinodebüt gab Bodnia 1989 mit einer kleinen Rolle in dem dänischen Film En afgrund af frihed des Regisseurs Peter Eszterhas. 1991 machte er seinen Abschluss an der Statens teater skole (Staatliche Theaterschule Kopenhagen). Nach mehreren Rollen beim Theater schaffte er 1994 den Durchbruch in dem dänischen Thriller Nightwatch – Nachtwache und erhielt für seine Rolle die Auszeichnung Robert des Robert Festivals. Zwei Jahre später war er in Nicolas Winding Refns Gangsterfilm Pusher zu sehen. Mehrere Filme drehte er mit dem Regisseur Lasse Spang Olsen, darunter In China essen sie Hunde aus dem Jahr 1999 und dessen Prequel Old Men in New Cars – In China essen sie Hunde 2.
2001 gab er mit dem Kurzfilm Escape – Flugten fra ensomheden sein Debüt als Regisseur und Drehbuchautor. 2004 schrieb er gemeinsam mit Spang Olsen das Drehbuch zum Thriller The Good Cop, in dem er auch die Hauptrolle spielte. Neben Sarah Butler, William Baldwin und Estella Warren übernahm er eine der Hauptrollen im Thriller The Stranger Within. In der ab 2012 im ZDF ausgestrahlten schwedisch-dänischen TV-Krimiserie Die Brücke – Transit in den Tod spielt er die männliche Hauptrolle des Kommissars Martin Rohde. Seinen Ausstieg aus der Kriminalreihe nach 2 Staffeln begründete er damit, dass er mit der Entwicklung seiner Rolle in der 3. Staffel unzufrieden war und sich als Jude in der Öresundregion, besonders in Malmö nicht mehr sicher fühle. Im Jahr 2014 war er in Jon Stewarts Politdrama Rosewater zu sehen.
Bodnia war mit der Schauspielerin Lotte Andersen (* 18. März 1963) verheiratet, die im Film Nightwatch – Nachtwache mitgespielt hat. Zusammen haben sie ein Kind. Seit 2013 ist er mit der Schauspielerin Rikke Louise Andersson verheiratet, die er 1994 ebenfalls bei den Dreharbeiten zu Nightwatch – Nachtwache kennenlernte. Sie haben zusammen drei Kinder (* 2003, 2005 und 2007).

## Filmografie (Auswahl)

### Schauspieler
- 1989: En afgrund af frihed
- 1994: Nightwatch – Nachtwache (Nattevagten)
- 1996: Pusher
- 1997: Der letzte Wikinger (Den sidste viking)
- 1999: In China essen sie Hunde (I kina spiser de hunde)
- 1999: Bleeder
- 2001: Dorn im Auge (Øyenstikker)
- 2001: Jolly Roger
- 2002: Old Men in New Cars – In China essen sie Hunde 2 (Gamle mænd i nye biler – I kina spiser de hunde 2)
- 2002: Himmelfall
- 2004: The Good Cop (Den gode strømer)
- 2004: Monsterthursday – Wellenlängen (Monstertorsdag)
- 2004: Sharks (Inkasso)
- 2005: The Jewish Toy Merchant (Opbrud)
- 2006: Pakt der Bestien 2 (Snapphanar) (alle 3 Folgen)
- 2007: Brakkvann
- 2007: Echo (Ekko)
- 2007: Kommissarin Lund – Das Verbrechen Forbrydelsen (3 Folgen)
- 2008: Nefarious
- 2008: Terribly happy (Frygtelig lykkelig)
- 2008: Der Kandidat (Kandidaten)
- 2010: In einer besseren Welt (Hævnen)
- 2010: Die Wahrheit über Männer (Sandheden om mænd)
- 2011: Delhi Belly
- 2011: Nordlicht – Mörder ohne Reue (Den som dræber, 2 Folgen)
- 2011–2013: Die Brücke – Transit in den Tod (Bron/Broen, Staffel 1–2)
- 2012: Der Kommissar und das Meer (Folge 1x11 Allein im finsteren Wald)
- 2012: Love Is All You Need (Den skaldede frisør)
- 2013: Skytten
- 2013: The Stranger Within – Gefährlich fremd (The Stranger Within)
- 2014: Rosewater
- 2014: Serena
- 2015: August
- 2015: Far
- 2016: Die Geiseln (Bnei Aruba, 3 Folgen)
- 2018–2022: Killing Eve (Fernsehserie)
- 2020: Der Brief für den König (The Letter for the King, 6 Folgen)
- 2021: The Witcher (Staffel 2)
- 2023: Nightwatch: Demons Are Forever (Nattevagten – Dæmoner går i arv)
- 2024: Die junge Frau und das Meer (Young Woman and the Sea)
- 2025: F1

### Drehbuch
- 2001: Escape – Flugten fra ensomheden (Kurzfilm)
- 2004: The Good Cop (Den gode strømer)

## Auszeichnungen
Im Jahr 2009 wurde Bodnia mit dem Bodil als bester Nebendarsteller ausgezeichnet für den Film Terribly Happy.